# Ragna Debats
Ragna Debats est une athlète néerlandaise, née le 22 mars 1979. Spécialiste de l'ultra-trail, elle est sacrée championne du monde de trail 2018. Elle a également gagné la Skyrunner World Series 2017 en catégorie Ultra.

## Biographie
En 2017, elle remporte les Championnats du monde de raquette à neige à Saranac Lake dans la catégorie femmes en 34 min 57 s 41.

## Résultats
Lors de la saison 2019 elle participe au circuit Skyrunner World Series, elle termine à la deuxième place de la Yanding Skyrun puis remporte la Transvulcania. Elle remporte la victoire au Royal Ultra SkyMarathon en établissant un nouveau record féminin.
| no  | féminin            | Course                                                  | Longueur | Départ            | Temps             |
| --- | ------------------ | ------------------------------------------------------- | -------- | ----------------- | ----------------- |
| 38e | Médaille de bronze | SkyMarathon Sentiero 4 Luglio                           | 42 km    | 7 juillet 2013    | 5 h 42 min 4 s    |
| 31e | Médaille de bronze | Championnats du monde de trail                          | 85 km    | 29 octobre 2016   | 09 h 47 min 38 s  |
| 12e | Médaille d'or      | Olympus Marathon                                        | 44 km    | 24 juin 2017      | 5 h 18 min 20 s   |
| 14e | Médaille d'or      | Championnats d'Europe de skyrunning - Ultra SkyMarathon | 67 km    | 8 juillet 2017    | 09 h 52 min 10 s  |
| 16e | Médaille d'argent  | Hamperokken SkyRace                                     | 57 km    | 5 août 2017       | 8 h 25 min 43 s   |
| 18e | Médaille d'or      | Matterhorn Ultraks 46K                                  | 50 km    | 26 août 2017      | 05 h 52 min 06 s  |
| 13e | Médaille d'or      | The Rut 50K                                             | 50 km    | 3 septembre 2017  | 06 h 13 min 56 s  |
| 39e | Médaille de bronze | Limone Extreme                                          | 29 km    | 14 octobre 2017   | 3 h 45 min 39 s   |
| 39e | Médaille d'or      | Championnats du monde de trail                          | 85 km    | 12 mai 2018       | 09 h 55 min 00 s  |
| 23e | Médaille d'or      | Ultra SkyMarathon Madeira                               | 54 km    | 2 juin 2018       | 6 h 45 min 9 s    |
| 10e | Médaille d'or      | High Trail Vanoise                                      | 70 km    | 7 juillet 2018    | 10 h 05 min 34 s  |
| 13e | Médaille d'argent  | Hamperokken SkyRace                                     | 57 km    | 4 août 2018       | 8 h 27 min 13 s   |
| 43e | Médaille d'argent  | Limone Extreme                                          | 29 km    | 13 octobre 2018   | 3 h 40 min 7 s    |
| 7e  | Médaille d'or      | K42 Adventure Marathon                                  | 42 km    | 17 novembre 2018  | 4 h 14 min 46 s   |
| 12e | Médaille d'or      | Marathon des Sables                                     | 250 km   | 5 avril 2019      | 022 h 33 min 36 s |
|     | Médaille d'argent  | Yanding Skyrun                                          | 32 km    | 4 mai 2019        | 04 h 27 min 06 s  |
| 11e | Médaille d'or      | Transvulcania                                           | 74 km    | 11 mai 2019       | 08 h 9 min 25 s   |
| 21e | Médaille d'argent  | Olympus Marathon                                        | 44 km    | 29 juin 2019      | 05 h 15 min 54 s  |
| 13e | Médaille d'or      | Royal Utra SkyMarathon                                  | 55 km    | 21 juillet 2019   | 07 h 52 min 40 s  |
| 23e | Médaille d'or      | CCC                                                     | 101 km   | 30 août 2019      | 12 h 10 min 33 s  |
| 33e | 5e                 | SkyMasters                                              | 27 km    | 19 octobre 2019   | 3 h 52 min 46 s   |
| 11e | Médaille d'or      | Montreux Trail Festival - MXTreme                       | 112 km   | 25 juillet 2020   | 16 h 34 min 1 s   |
| 16e | Médaille de bronze | Otter African Trail Run - Retto                         | 42,2 km  | 31 octobre 2020   | 5 h 6 min 59 s    |
| 7e  | Médaille d'or      | Ultra Trail Barcelona                                   | 82 km    | 8 mai 2021        | 10 h 27 min 33 s  |
| 10e | Médaille de bronze | Western States 100                                      | 100 mi   | 26 juin 2021      | 17 h 41 min 13 s  |
| 4e  | Médaille d'or      | Montreux Trail Festival - MXAlps                        | 69 km    | 24 juillet 2021   | 9 h 38 min 20 s   |
| 29e | Médaille de bronze | Ultra Pirineu                                           | 100 km   | 2 octobre 2021    | 12 h 58 min 14 s  |
| 14e | Médaille d'or      | Transgrancanaria                                        | 126 km   | 4 mars 2022       | 16 h 0 min 14 s   |
| 5e  | Médaille d'or      | 100 Miles of Istria                                     | 100 mi   | 8 avril 2022      | 20 h 14 min 52 s  |
| 10e | Médaille d'or      | Montreux Trail Festival - MXAlps                        | 69 km    | 30 juillet 2022   | 9 h 57 min 41 s   |
| 8e  | Médaille d'or      | Ultra Trail Métropole Nice Côte d'Azur                  | 165 km   | 23 septembre 2022 | 27 h 45 min 2 s   |
| 23e | 7e                 | Championnats d'Europe de skyrunning - Ultra SkyMarathon | 55 km    | 15 juillet 2023   | 8 h 59 min 35 s   |
| 18e | Médaille de bronze | Roc Sky Race                                            | 31 km    | 30 juillet 2023   | 4 h 38 min 47 s   |
| 37e | Médaille de bronze | Matterhorn Ultraks Sky                                  | 49 km    | 26 août 2023      | 6 h 38 min 13 s   |
| 34e | Médaille de bronze | Ultra Pirineu                                           | 100 km   | 30 septembre 2023 | 13 h 12 min 20 s  |
| 20e | Médaille d'argent  | Doi Inthanon Thailand by UTMB - Elephant 100            | 95 km    | 9 décembre 2023   | 12 h 43 min 25 s  |

### Championnats du monde de trail
| Épreuve / Édition | Annecy-le-Vieux 2015 | Gerês 2016 | Badia Prataglia 2017 | Peñagolosa 2018 |
| ----------------- | -------------------- | ---------- | -------------------- | --------------- |
| Résultat final    | —                    | Bronze     | 4e                   | Or              |

Légende :
- : première place, médaille d'or
- : deuxième place, médaille d'argent
- : troisième place, médaille de bronze
- — : n'a pas participé à cette épreuve